# LIVE555
LIVE555 Streaming Media es un conjunto de bibliotecas escritas en C++ bajo la licencia LGPL desarrolladas por Live Networks, Inc. para la retransmisión multimedia. Las bibliotecas soportan estándares abiertos como RTP/RTCP y RTSP para la difusión, y también soporta RTP payload con formatos de vídeo como H.264, H.265, MPEG, VP8 y DV, y con formatos de audio como MPEG, AAC, AMR, AC-3 y Vorbis. Es empleado internamente por muchos proyectos de software como VLC y mplayer.
La distribución de software también incluye un servidor RTSP completo, un cliente RTSP y un servidor proxy RTSP.